# Harcsa van a vízben
A Harcsa van a vízben kezdetű friss csárdást (toppantóst) Kodály Zoltán gyűjtötte a Nyitra vármegyei Zsérén 1911-ben.
Feldolgozások:
| Szerző         | Mire                | Mű                           | Előadás |
| -------------- | ------------------- | ---------------------------- | ------- |
| Soproni József | zongora             | Zongoraiskola I., 83. darab  | [ 1 ]   |
| Petres Csaba   | furulya és zongora  | Harcsa van a vízben          |         |
| Ludvig József  | ének, gitárakkordok | Kis kacsa fürdik…, 20. oldal |         |

## Kotta és dallam
| Harcsa van a vízben, gúnár a szélében, haragszik galambom, nem néz a szemembe. | én se az övébe. | angyalom, galambom, tekints a szemembe. |

## Felvételek
- Harcsa van a vízbe. Ovitévé  YouTube (2012. szeptember 25.)  (Hozzáférés: 2016. május 11.) (videó)
- Benkó Ákos:  Harcsa van a vízben. Korpás Éva  fastmp3.org (Hozzáférés: 2016. május 11.) (audió)
- Scherzo, Menuet, Harcsa van a vízben..., A bürgezdi bíró... Vida-Kun Áron  YouTube (2013. március 28.)  (Hozzáférés: 2016. május 11.) (videó) 0:50–1:37. zongora